# Liste der Bau- und Bodendenkmale im Landkreis Dahme-Spreewald

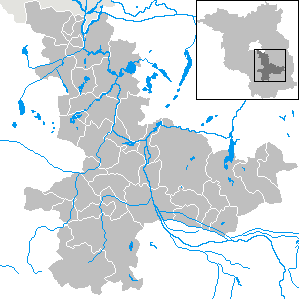
Karte des Landkreises Dahme-Spreewald

Die Liste der Bau- und Bodendenkmale im Landkreis Dahme-Spreewald enthält die Kulturdenkmale (Bau- und Bodendenkmale) im Landkreis Dahme-Spreewald. Grundlage der Einzellisten sind die in den jeweiligen Listen angegebenen Quellen. Die Angaben in den einzelnen Listen ersetzen nicht die rechtsverbindliche Auskunft der zuständigen Denkmalschutzbehörde.

## Aufteilung
Wegen der großen Anzahl von Kulturdenkmalen im Landkreis Dahme-Spreewald ist diese Liste in Teillisten nach den Städten und Gemeinden aufgeteilt. Bei Orten innerhalb des sorbischen Siedlungsgebiets ist der sorbische Ortsname in Klammern angegeben.
| Stadt/Gemeinde                      | Karte | Denkmallisten                       | Bild eines Denkmals        |
| ----------------------------------- | ----- | ----------------------------------- | -------------------------- |
| Alt Zauche-Wußwerk                  |       | - Baudenkmale - Bodendenkmale       | Kriegerdenkmal             |
| Bersteland                          |       | - Baudenkmale - Bodendenkmale       | Dorfkirche Niewitz         |
| Bestensee                           |       | - Baudenkmale - Bodendenkmale       | Dorfschule                 |
| Byhleguhre-Byhlen (Běła Góra-Bělin) |       | - Baudenkmale - Bodendenkmale       | Stallscheune               |
| Drahnsdorf                          |       | - Baudenkmale - keine Bodendenkmale | Dorfkirche                 |
| Eichwalde                           |       | - Baudenkmale - keine Bodendenkmale | Dorfkirche                 |
| Golßen                              |       | - Baudenkmale - Bodendenkmale       | Rathaus                    |
| Groß Köris                          |       | - Baudenkmale - Bodendenkmale       | Sowjetischer Ehrenfriedhof |
| Halbe                               |       | - Baudenkmale - Bodendenkmale       | Kaiserbahnhof Halbe        |
| Heideblick                          |       | - Baudenkmale - Bodendenkmale       | Dorfkirche Goßmar          |
| Heidesee                            |       | - Baudenkmale - Bodendenkmale       | Dorfkirche Prieros         |
| Jamlitz                             |       | - Baudenkmale - Bodendenkmale       | Dorfkirche Leeskow         |
| Kasel-Golzig                        |       | - Baudenkmale - Bodendenkmale       | Dorfkirche                 |
| Königs Wusterhausen                 |       | - Baudenkmale - Bodendenkmale       | Jagdschloss                |
| Krausnick-Groß Wasserburg           |       | - Baudenkmale - Bodendenkmale       | Dorfkirche Krausnick       |
| Lieberose                           |       | - Baudenkmale - Bodendenkmale       | Landkirche                 |
| Lübben (Spreewald)                  |       | - Baudenkmale - Bodendenkmale       | Paul-Gerhardt-Kirche       |
| Luckau                              |       | - Baudenkmale - Bodendenkmale       | Roter Turm                 |
| Märkisch Buchholz                   |       | - Baudenkmale - Bodendenkmale       | Kirche                     |
| Märkische Heide                     |       | - Baudenkmale - Bodendenkmale       | Dorfkirche Groß Leuthen    |
| Mittenwalde                         |       | - Baudenkmale - Bodendenkmale       | Berliner Tor               |
| Münchehofe                          |       | - Baudenkmale - Bodendenkmale       | Herrenhaus                 |
| Neu Zauche (Nowa Niwa)              |       | - Baudenkmale - Bodendenkmale       | Gutshaus                   |
| Rietzneuendorf-Staakow              |       | - Baudenkmale - Bodendenkmale       | Dorfkirche Rietzneuendorf  |
| Schlepzig                           |       | - Baudenkmale - keine Bodendenkmale | Dorfkirche                 |
| Schönefeld                          |       | - Baudenkmale - Bodendenkmale       | Dorfkirche Selchow         |
| Schönwald                           |       | - Baudenkmale - keine Bodendenkmale | Dorfkirche Schönwalde      |
| Schulzendorf                        |       | - Baudenkmale - Bodendenkmale       | Gutsanlage                 |
| Schwerin                            |       | - Baudenkmale - keine Bodendenkmale | Bootshaus                  |
| Schwielochsee                       |       | - Baudenkmale - Bodendenkmale       | Bahnhof Goyatz             |
| Spreewaldheide                      |       | - Baudenkmale - Bodendenkmale       | Wohnhaus                   |
| Steinreich                          |       | - Baudenkmale - Bodendenkmale       | Schloss Glienig            |
| Straupitz (Tšupc)                   |       | - Baudenkmale - Bodendenkmale       | Schinkelkirche             |
| Teupitz                             |       | - Baudenkmale - Bodendenkmale       | Heilig-Geist-Kirche        |
| Unterspreewald                      |       | - Baudenkmale - keine Bodendenkmale | Dorfkirche Neu Lübbenau    |
| Wildau                              |       | - Baudenkmale - Bodendenkmale       | Schwartzkopff-Siedlung     |
| Zeuthen                             |       | - Baudenkmale - Bodendenkmale       | Rathaus                    |